# لیتل‌فورک (مینه‌سوتا)
لیتل‌فورک، مینه‌سوتا (به انگلیسی: Littlefork, Minnesota) یک شهر در ایالات متحده آمریکا است که در Koochiching County واقع شده‌است.

## خصوصیات
لیتل‌فورک ۳٫۰۸ کیلومترمربع مساحت و ۶۴۷ نفر جمعیت دارد و ۳۴۰ متر بالاتر از سطح دریا واقع شده‌است.